# Barbarano Mossano
Barbarano Mossano ist eine italienische Gemeinde (comune) mit 6233 Einwohnern (Stand 31. Dezember 2023) in der  Provinz Vicenza (Region Venetien).

## Geografie
Barbarano Mossano liegt etwa 13,5 Kilometer südlich von Vicenza im Weinbaugebiet der Colli Berici. Das Gemeindegebiet grenzt an die Provinz Padua.

## Geschichte
Die Gemeinde entstand im Februar 2018 aus dem Zusammenschluss der bis dahin eigenständigen Gemeinden Barbarano Vicentino und Mossano.

## Verwaltungsgliederung
Zur Gemeinde Barbarano Mossano gehören die fünf Fraktionen: Barbarano Vicentino (Gemeindesitz), Mossano, Ponte di Barbarano, Ponte di Mossano und San Giovanni in Monte.